# عصوية ذهبية تاي-شانغية
عصوية ذهبية تاي-شانغية (الاسم العلمي: Chryseobacterium taichungense) هي نوع من البكتيريا، سلبية الغرام، تتبع جنس عصوية ذهبية.